# Roger North (2e baron North)
Pour les articles homonymes, voir Roger North.
Roger North, 2e baron North (1530 – 3 décembre 1600) est un pair et homme politique anglais à la cour d'Elizabeth Ire.

## Biographie
Il est le fils d'Edward North, 1er baron North, pour qui le titre de baron North a été créé. Après avoir représenté le Cambridgeshire dans plusieurs parlements (1555, 1559 et 1563), North accède à son titre en 1564. Il a peut-être également succédé à son père en tant que Lord-lieutenant du Cambridgeshire et est Custos Rotulorum du Cambridgeshire avant 1573. Il est nommé trésorier de la maison en 1596 après la mort de Francis Knollys.
North est un ami personnel de Robert Dudley, comte de Leicester, le favori de la reine. Il est présent au mariage secret de ce dernier avec Lettice Knollys, comtesse d'Essex en 1578, et sert lors de son expédition aux Pays-Bas en 1585-1587. Leicester veut faire de Lord North le gouverneur de Brill en 1586, mais Elizabeth refuse.
North est remplacé à sa mort en 1600 par son petit-fils, Dudley North, 3e baron North, fils de John North.